# ياكوبو لا روكا
إياكوبو لا روكا (بالإيطالية: Iacopo La Rocca) مواليد 17 فبراير 1984 في روما، هو لاعب كرة قدم إيطالي. يلعب كلاعب وسط.

## المسيرة الاحترافية

### أندية لعب لها
- نادي برو فيرتشيلي
- نادي بيلينزونا
- نادي غراسهوبر زيوريخ

## روابط خارجية
- ياكوبو لا روكا على موقع الاتحاد الدولي (مؤرشف)  (الإنجليزية)
- ياكوبو لا روكا على موقع قاعدة بيانات كرة القدم.إي يو (الإنجليزية)
- ياكوبو لا روكا على موقع Soccerway.com (الإنجليزية)